# Zlatko Vehovar
Zlatko Vehovar, slovenski častnik, organizator MSNZ, veteran vojne za Slovenijo.

## Vojaška kariera
- prvi slovenski obrambni ataše v R Hrvaški (1997-2001)
- vodja Oddelka za večstransko sodelovanje v MORS (2001-2003)
- namestnik vodje Vojaškega predstavništva pri Natu, Bruselj (2003-2008)

- povišan v polkovnika: 01. oktober 2011

## Odlikovanja in priznanja
- srebrna medalja generala Maistra z meči (1994)
- srebrna medalja Slovenske vojske (14. maj 2001)
- spominski znak Obranili domovino 1991